# Persefona (córka Minyasa)
Persefona, Persefone (gr. Περσεφόνη) – w mitologii greckiej królewna i królowa Orchomenos.
Persefone była córką Minyasa, władcy beockiego polis Orchomenos.
Kobieta ta poślubiła Iasosa, który również rządził Orchomenos.
Genealogia Persefony
| Posejdon  |  |  |  |
|           |  |  |  |
| Minyas    |  |  |  |
|           |  |  |  |
| Persefone |  |  |  |